# Figueroa (apellido)

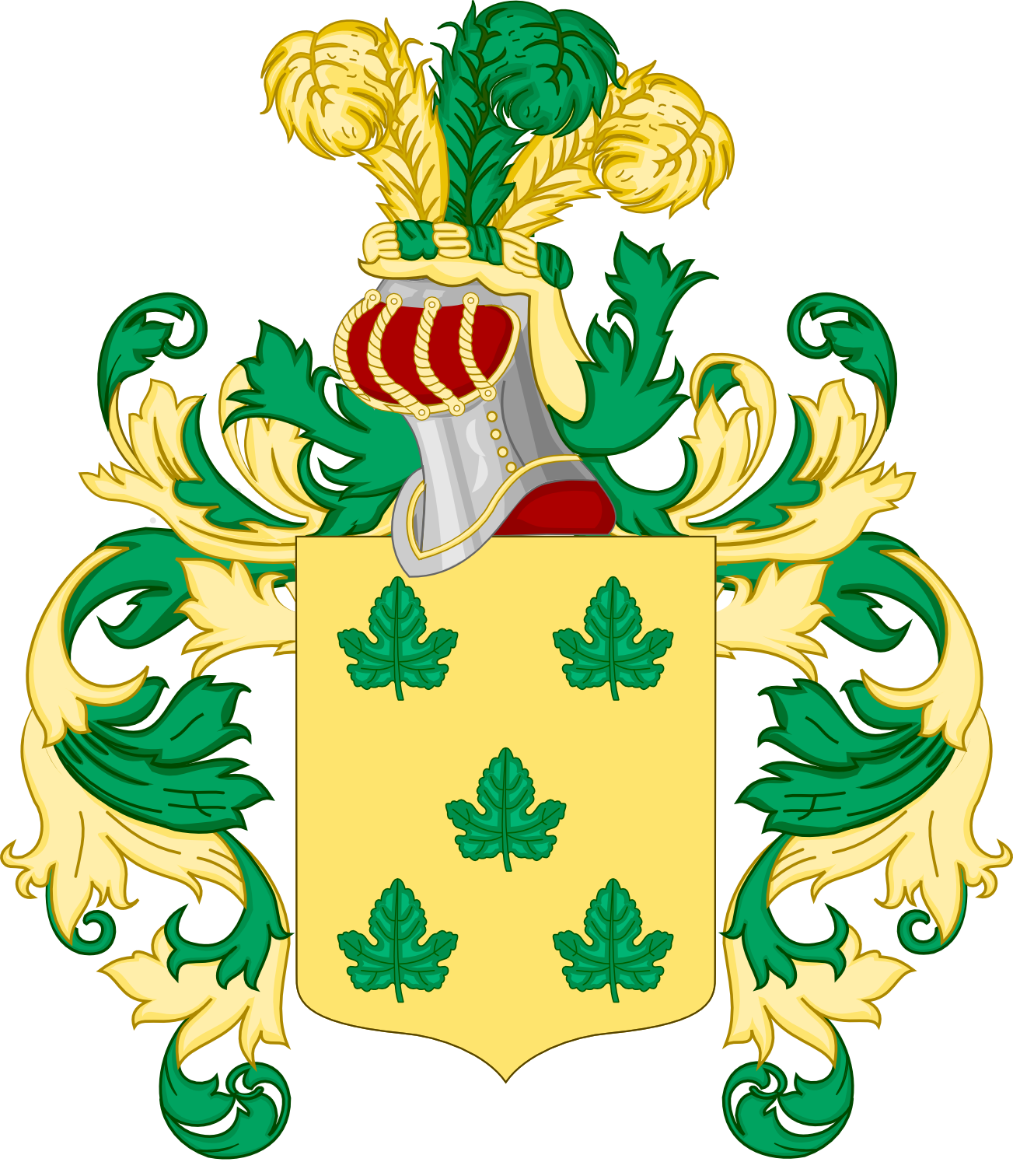
Escudo de Armas de Figueroa.

Figueroa es un antiguo y noble apellido español originario de Galicia, en el noroeste de España, que se remonta a tiempos de la monarquía goda. Se extendió por toda la península ibérica con la reconquista cristiana, y posteriormente por la América hispana. Probó numerosas veces su nobleza en las Órdenes Militares de Santiago, Calatrava y Alcántara. A Don Lorenzo II Suárez de Figueroa, Señor de Zafra, Villalba y La Parra, le fue otorgado el título nobiliario de Conde de Feria en 1460, a Don Baltasar de Figueroa y Sotomayor le fue otorgado el título nobiliario de marquesado de Figueroa el 10 de octubre de 1679, a su hermano Don José de Figueroa y Sotomayor le fue otorgado el título nobiliario del marquesado de la Atalaya el 11 de agosto de 1692 y a Don Álvaro de Figueroa y Torres, le fue otorgado el título de conde de Romanones el 30 de enero de 1893, y a sus hermanos le otorgaron numerosos títulos nobiliarios entre ellos el Ducado de Tovar, para su hermano Rodrigo de Figueroa y Torres, el Ducado de las Torres, junto con el Condado de Mejorada del Campo para su hermano Gonzalo de Figueroa y Torres.

## Historia

Escudo de la Casa de Figueroa.

La rama nobiliaria, una de las más importantes de España, tiene su origen en la nobleza regia visigótica. Su tronco se identifica como el caballero Don Froyla, uno de los magnates de la monarquía goda, casado con la princesa Glasiunta, hija del rey Chindasvinto de España (siglo VII). En el año 791, su bisnieto Suero lideró en el 'campo de Figueroa' un famoso combate para liberar a las cautivas godas que eran tributadas por los nobles cristianos a los invasores moros. El nieto de éste, Odoario, tomó para sí el título de 'señor de la casa de Figueroa' en el año 913.